# Alexandre Quennoz
Alexandre Quennoz (født 21. september 1978 i Valais, Schweiz) er en schweizisk tidligere fodboldspiller (forsvarer).
Quennoz tilbragte hele sin karriere i hjemlandet, hvor han repræsenterede henholdsvis FC Sion, FC Basel og Neuchâtel Xamax. Hos Basel var han med til at vinde det schweiziske mesterskab i både 2002, 2004 og 2005.
Quennoz nåede aldrig at repræsentere det schweiziske A-landshold, men spillede 9 kampe for landet på U/21-niveau.

## Titler
Schweizisk mesterskab
- 2002, 2004 og 2005 med FC Basel

Coupe de Suisse
- 2002 og 2003 med FC Basel